# Adjuntas
Adjuntas es un municipio perteneciente al Estado Libre Asociado de Puerto Rico. Localizado en la zona montañosa, específicamente en la región occidental de la Cordillera Central; limita con Utuado por el norte; al sur con Yauco, Guayanilla, Peñuelas y Ponce; al este con Utuado y al oeste con Lares. Adjuntas está repartida en 17 barrios, incluyendo a Adjuntas Pueblo, el centro administrativo, político y principal barrio del pueblo. El nombre de Municipio Autónomo de Adjuntas se otorga a la administración gubernamental de dicho pueblo.

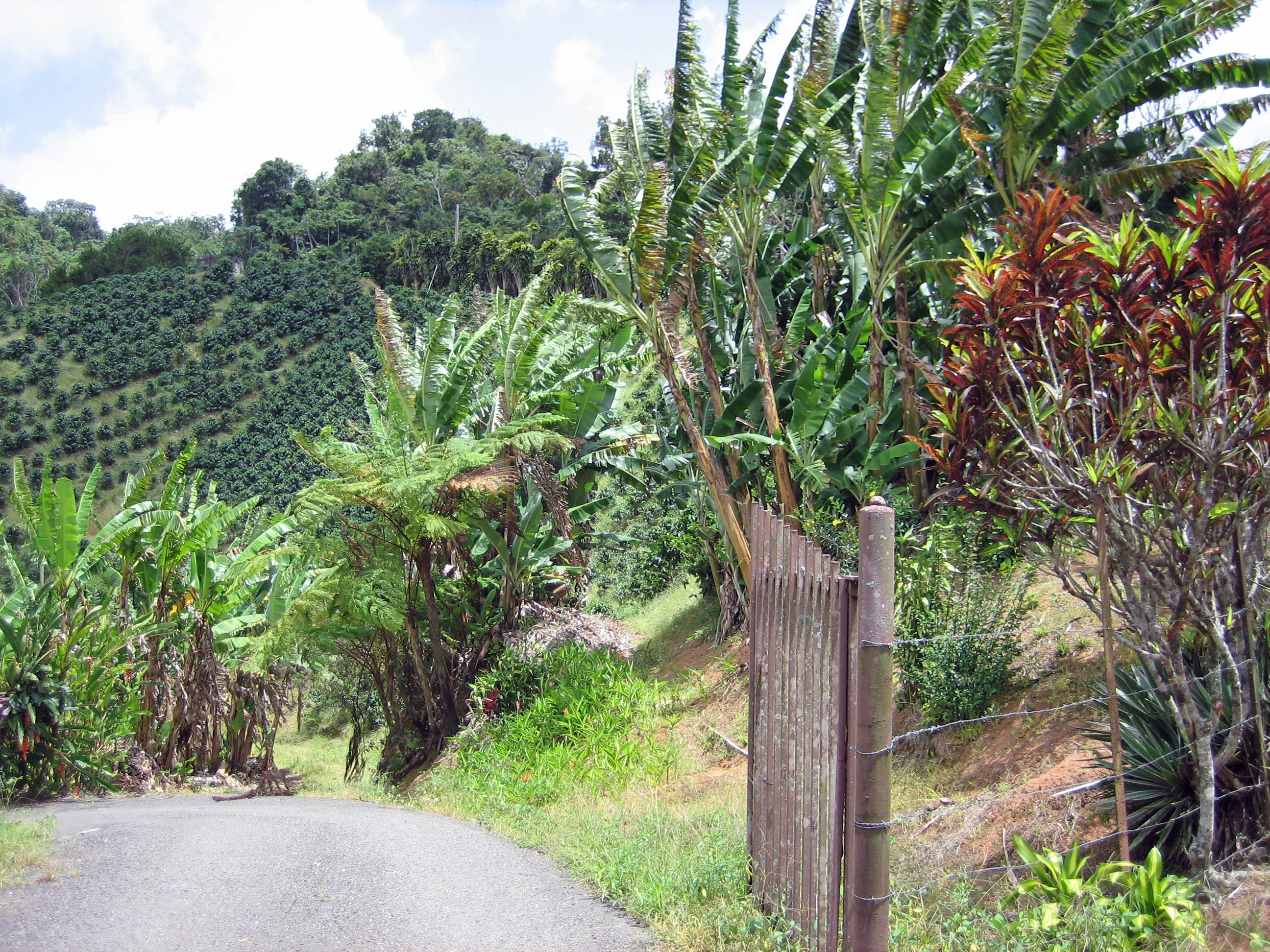
Agricultura en Adjuntas

## Historia
Según el historiador, natural de este pueblo, Rafael J. Mirabal Linares, el 11 de agosto es la fecha en que se promulga la fundación del pueblo adjunteño. De manera, que éste nace en el siglo XIX. El pueblo, principalmente agrícola, fue el segundo en ser debidamente planificado, de acuerdo con Mirabal. Desde 1888 tenía telégrafo eléctrico y, hacia 1894, se le distingue con el título real de Villa: "por el aumento de su vecindario, progreso de su agricultura y desarrollo de su comercio". Junto a Yauco, es uno de los municipios de mayor producción de café y, vinculado a ese pueblo, Adjuntas tiene una fuerte influencia corsa que se hace evidente en la cantidad de apellidos como: Gianoni, Saliceti, Pietri, Bianchi, Mattei, Battistini, Antongiorgi y otros. Los corsos provienen de la isla de Córcega que fue poblada originalmente por Italia. De ahí sus apellidos italianos. Pero, a partir de 1768, fue cedida por Génova a los franceses. En 1794 quedó integrada al estado francés, lo que explica los nombres franceses de muchos corsos y su lengua y cultura de fuerte entronque francés. Hoy día algunas familias de origen corso mantienen sus propiedades en la isla de Córcega. Un ejemplo de esto son las familias Pietri y Saliceti de Adjuntas, Puerto Rico.
La producción de café se intensificó durante las últimas décadas del siglo XIX, y estaba destinada principalmente a la exportación del grano hacia Europa, donde gozó de gran estima. Cuando algunos países latinoamericanos comenzaron a producir café, el precio del grano bajó considerablemente, y la producción en Adjuntas bajó. También el cultivo de Cidra, la cual se procesó en Adjuntas y enviaba a los mercados europeos (Países Bajos, Francia y Reino Unido). Las familias Saliceti y Mattei de Adjuntas trabajaron en la producción, siembra y confección de cidra por muchos años. También la familia neerlandesa DeJong de Adjuntas quienes continuaron el negocio de cidra bajo la Corporación "Citron Export" en al Barrio Garzas de Adjuntas. La siembra de cidra mermó su producción por una extraña enfermedad que atacó las plantaciones del producto y afectó al mismo. Un huracán a final del siglo XIX (1898) causó grandes daños a la agricultura local, que necesitó varios años para recuperarse.
La población de Adjuntas fue ocupada por el ejército estadounidense en agosto de 1898, durante la guerra hispano-estadounidense, estableciendo allí un puesto militar. 

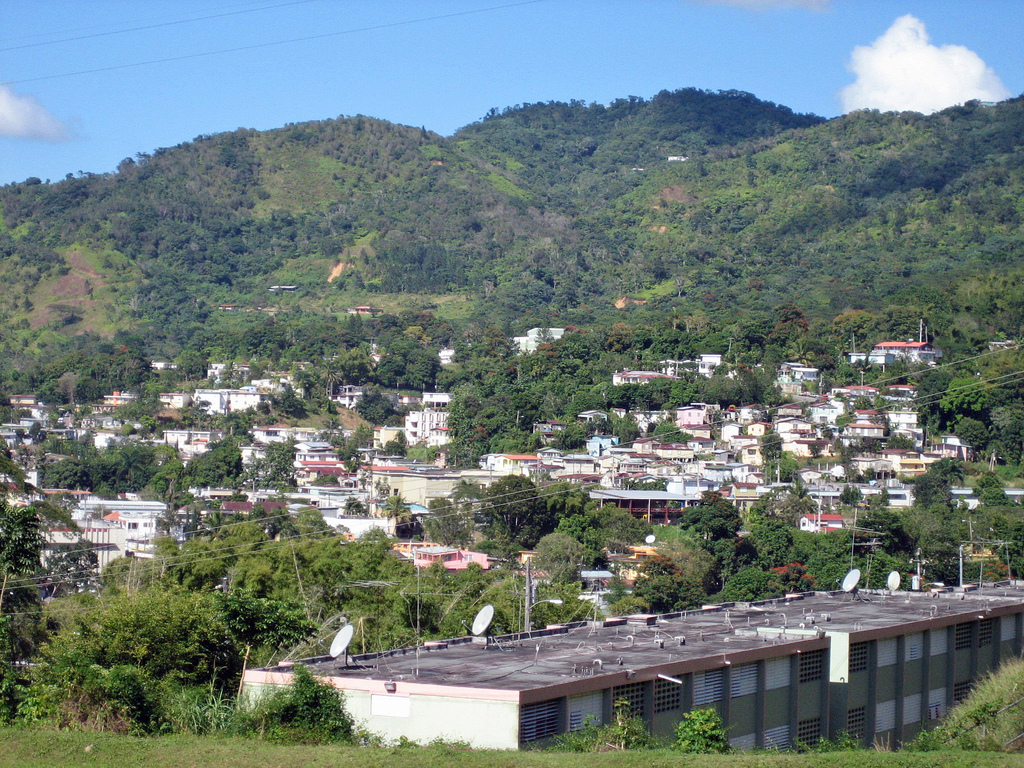
Vista del Pueblo

El presidente de Estados Unidos Theodore Roosevelt, de regreso a una visita de inspección de la construcción del canal de Panamá y luego de visitar al Gobernador de la Isla, pasó en automóvil por Adjuntas. En una de sus cartas a su hijo Kermit, el presidente describió su viaje al interior de la isla, señalando lo empinada de la cordillera y lo colorido del paisaje: "La próxima mañana regresamos en automóviles sobre diferentes y aún más bellas carreteras. Los pasos de la montaña nos hicieron pensar en una Suiza tropical. Tuvimos que cruzar dos o tres ríos donde bueyes con yuntas atadas a sus cuernos halaron los automóviles sobre el agua. En una pequeña aldea almorzamos al aire libre, muy bueno, con pollo, huevos y pan, y algún vino ofrecido por un acaudalado joven español que llegó desde una finca de café de los alrededores." 
Se cree que la alusión a la "Suiza tropical" de Roosevelt fue la que le dio el cognomento por el cual Adjuntas es conocido hoy día (Suiza de las Américas) El de la "Ciudad del Gigante Dormido" es una alusión al perfil de una montaña que se ve desde el pueblo.

## Barrios
- Adjuntas Pueblo
- Capáez
- Garzas
- Guayabo Dulce
- Guayo
- Guilarte
- Juan González
- Limaní
- Pellejas
- Portillo
- Portugués
- Saltillo
- Tanamá
- Vegas Abajo
- Vegas Arriba
- Yahuecas
- Yayales

## Patrimonio
- Bosque de Guilarte
- Bosque del Pueblo
- Bosque la Olimpia
- Cascada las Garzas
- Charco el Mangó
- Complejo Recreativo y Deportivo Guarionex
- Estación Experimental de la Universidad de Puerto Rico
- Iglesia San Joaquín
- Villas de Sotomayor
- Mariposario
- Plaza Pública Aristides Moll Boscana
- La Charca del Ataúd
- Hacienda Luz de Luna
- El Castillo de los Niños
- El lago Garzas

## Clima
Adjuntas tiene un clima tropical de altitud en la mayor parte del municipio, y templado en la parte montañosa. Las temperaturas de Adjuntas son agradables, con un promedio de 21 °C (70 °F) al año, siendo la municipalidad más fresca de Puerto Rico. En verano rara vez llega a 90 °F (32 °C), y en invierno en ocasiones pueden bajar a 10 °C (50 °F) en el pueblo, en las zonas más altas de Adjuntas puede bajar más.
La temperatura máxima más alta registrada fue de 93 °F (33,9 °C) el 23 de noviembre de 1980, mientras que la temperatura más baja registrada fue de 4,4 °C (40 °F) el 3 de marzo de 1993, siendo esta la segunda temperatura más baja registrada en la isla de Puerto Rico.
| Climograma de Adjuntas (Clima - Af) | Climograma de Adjuntas (Clima - Af) | Climograma de Adjuntas (Clima - Af) | Climograma de Adjuntas (Clima - Af) | Climograma de Adjuntas (Clima - Af) | Climograma de Adjuntas (Clima - Af) | Climograma de Adjuntas (Clima - Af) | Climograma de Adjuntas (Clima - Af) | Climograma de Adjuntas (Clima - Af) | Climograma de Adjuntas (Clima - Af) | Climograma de Adjuntas (Clima - Af) | Climograma de Adjuntas (Clima - Af) |
| --- | ----------------------------------- | ----------------------------------- | ----------------------------------- | ----------------------------------- | ----------------------------------- | ----------------------------------- | ----------------------------------- | ----------------------------------- | ----------------------------------- | ----------------------------------- | ----------------------------------- |
| E | F                                   | M                                   | A                                   | M                                   | J                                   | J                                   | A                                   | S                                   | O                                   | N                                   | D                                   |
| 60 26 13 | 69 26 12                            | 97 27 13                            | 154 27 14                           | 209 28 16                           | 123 29 17                           | 158 29 17                           | 208 29 17                           | 307 29 17                           | 277 29 16                           | 140 28 16                           | 69 27 14                            |
| temperaturas en °C • totales de precipitación en mm |                                     |                                     |                                     |                                     |                                     |                                     |                                     |                                     |                                     |                                     |                                     |
| Conversión sistema imperial\| E \| F \| M \| A \| M \| J \| J \| A \| S \| O \| N \| D \| \| 2.4 79 55 \| 2.7 80 54 \| 3.8 80 55 \| 6.1 81 58 \| 8.2 83 61 \| 4.8 84 62 \| 6.2 85 62 \| 8.2 85 62 \| 12 84 62 \| 11 84 62 \| 5.5 82 60 \| 2.7 80 58 \| \| temperaturas en °F • totales de precipitación en pulgadas \| \| \| \| \| \| \| \| \| \| \| \| |                                     |                                     |                                     |                                     |                                     |                                     |                                     |                                     |                                     |                                     |                                     |
| E | F                                   | M                                   | A                                   | M                                   | J                                   | J                                   | A                                   | S                                   | O                                   | N                                   | D                                   |
| 2.4 79 55 | 2.7 80 54                           | 3.8 80 55                           | 6.1 81 58                           | 8.2 83 61                           | 4.8 84 62                           | 6.2 85 62                           | 8.2 85 62                           | 12 84 62                            | 11 84 62                            | 5.5 82 60                           | 2.7 80 58                           |
| temperaturas en °F • totales de precipitación en pulgadas |                                     |                                     |                                     |                                     |                                     |                                     |                                     |                                     |                                     |                                     |                                     |

| Climograma de Cerro Maravilla (Clima - Cfb) | Climograma de Cerro Maravilla (Clima - Cfb) | Climograma de Cerro Maravilla (Clima - Cfb) | Climograma de Cerro Maravilla (Clima - Cfb) | Climograma de Cerro Maravilla (Clima - Cfb) | Climograma de Cerro Maravilla (Clima - Cfb) | Climograma de Cerro Maravilla (Clima - Cfb) | Climograma de Cerro Maravilla (Clima - Cfb) | Climograma de Cerro Maravilla (Clima - Cfb) | Climograma de Cerro Maravilla (Clima - Cfb) | Climograma de Cerro Maravilla (Clima - Cfb) | Climograma de Cerro Maravilla (Clima - Cfb) |
| --- | ------------------------------------------- | ------------------------------------------- | ------------------------------------------- | ------------------------------------------- | ------------------------------------------- | ------------------------------------------- | ------------------------------------------- | ------------------------------------------- | ------------------------------------------- | ------------------------------------------- | ------------------------------------------- |
| E | F                                           | M                                           | A                                           | M                                           | J                                           | J                                           | A                                           | S                                           | O                                           | N                                           | D                                           |
| 102 20 13 | 91 20 13                                    | 110 20 13                                   | 178 21 14                                   | 282 21 15                                   | 169 23 16                                   | 147 23 16                                   | 243 23 16                                   | 356 23 16                                   | 373 23 16                                   | 207 22 15                                   | 97 21 14                                    |
| temperaturas en °C • totales de precipitación en mm |                                             |                                             |                                             |                                             |                                             |                                             |                                             |                                             |                                             |                                             |                                             |
| Conversión sistema imperial\| E \| F \| M \| A \| M \| J \| J \| A \| S \| O \| N \| D \| \| 4 68 56 \| 3.6 68 55 \| 4.3 69 56 \| 7 70 57 \| 11 70 59 \| 6.7 73 61 \| 5.8 73 61 \| 9.6 73 62 \| 14 74 61 \| 15 73 61 \| 8.1 71 59 \| 3.8 70 57 \| \| temperaturas en °F • totales de precipitación en pulgadas \| \| \| \| \| \| \| \| \| \| \| \| |                                             |                                             |                                             |                                             |                                             |                                             |                                             |                                             |                                             |                                             |                                             |
| E | F                                           | M                                           | A                                           | M                                           | J                                           | J                                           | A                                           | S                                           | O                                           | N                                           | D                                           |
| 4 68 56 | 3.6 68 55                                   | 4.3 69 56                                   | 7 70 57                                     | 11 70 59                                    | 6.7 73 61                                   | 5.8 73 61                                   | 9.6 73 62                                   | 14 74 61                                    | 15 73 61                                    | 8.1 71 59                                   | 3.8 70 57                                   |
| temperaturas en °F • totales de precipitación en pulgadas |                                             |                                             |                                             |                                             |                                             |                                             |                                             |                                             |                                             |                                             |                                             |

## Topografía
Su territorio es muy accidentado, ya que se encuentra en la cordillera central, sus montañas más elevada son: Monte Guilarte 1205 metros (3953 pies)y Cerro Vaquiñas 3346 pies (1020 metros); su elevación mínima es de 274,32 m s. n. m. (900 pies) y su máxima elevación es de 3953 pies (1204,87 m s. n. m.).

## Tasa de Desempleo
La tasa de desempleo en el 2022 en el muninicio es de 7.9, ha venido bajando con respecto a la tasa de desempleo del año 2021 , que fue 11,5. se espera que en los próximos meses, siga bajando la tasa, debido a la gestión de la alcaldía Adjuntas pr.

## Hidrografía

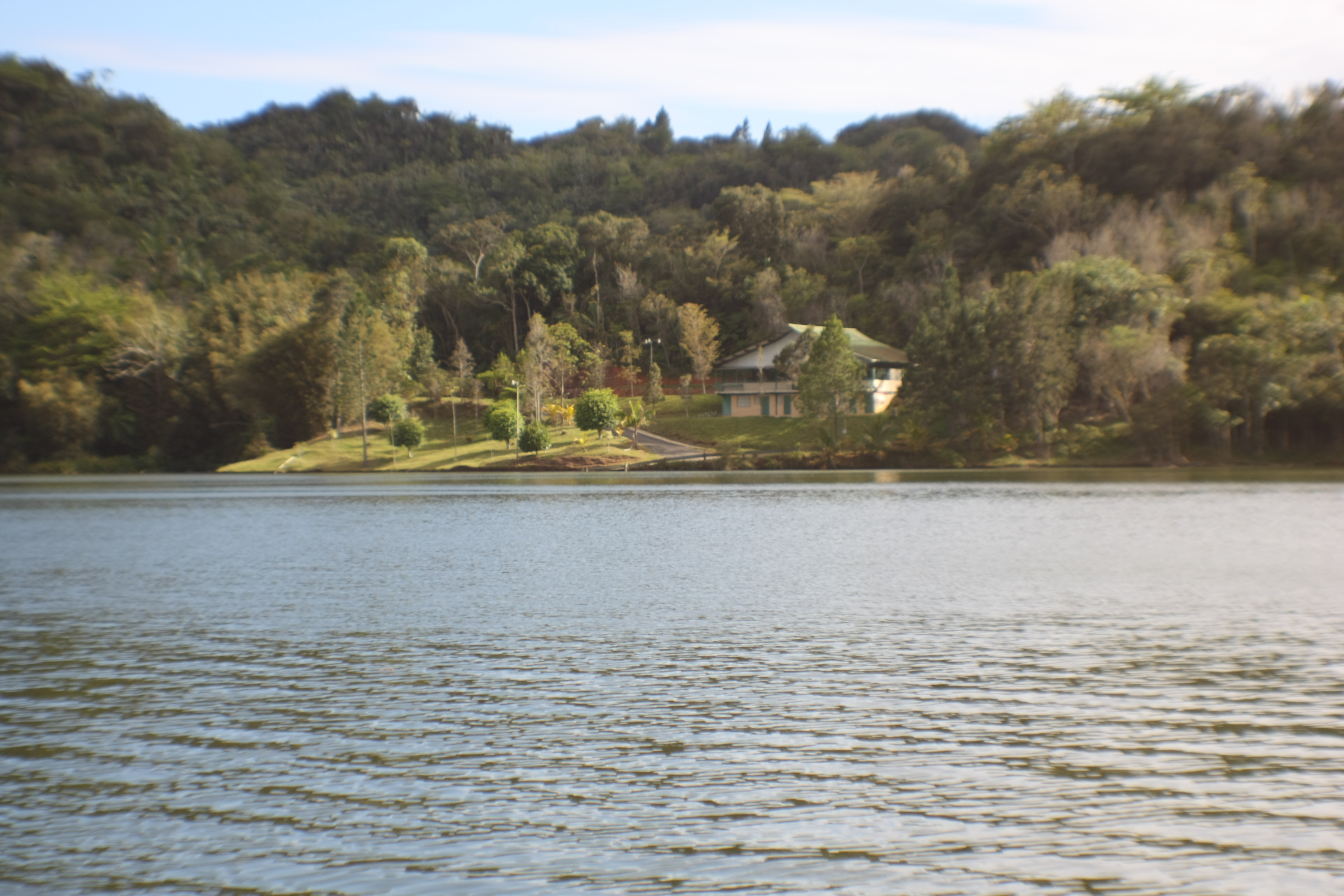
Lago Garzas Adjuntas Puerto Rico

En Adjuntas nacen los ríos Portuguez, Grande de Arecibo y Grande de Añasco. Además en Adjuntas se encuentra una gran cantidad de embalses o lagos - de ahí el cognomento de Tierra de Lagos - pero los dos más importantantes lo son el lago Las Garzas, en el barrio Garzas y el lago Guayo, en la frontera de Adjuntas con Lares.

## Transporte y Vías Principales
Al ser un municipio de la zona central de la Isla sus vías principales transcurren en dirección norte-sur. la PR-10 conecta con el municipio de Ponce y se espera que, al ser finalizada su construcción, conecte con los municipios de Utuado y Arecibo. Actualmente, esta función la realiza la PR-123 que transcurre paralela al Río Grande de Arecibo. Otras vías son: PR-129 que dirige al municipio de Lares; la PR-135 que es parte de la Ruta Panorámica Luis Muñoz Marín y la PR-143 que lo conectan con Jayuya y el Bosque Estatal de Toro Negro donde se encuentran algunos de los picos más altos del País como el Cerro de Punta y el Cerro Maravilla.

## Deportes
El Pueblo de Adjuntas cuenta además con el ≪Coliseo Rafael Llull Pérez≫ es un lugar que brinda espacio a la práctica sana y productiva del deporte desde hace varios años.  Se practican varias categorías de baloncesto en las cuales los niños se divierten. El profesor Rafael Llull Pérez, reconocido como «Inmortal del Deporte Puertorriqueño», tuvo un rol trascendental en el desarrollo del deporte en Adjuntas. Indudablemente, las primeras facilidades atléticas del pueblo de Adjuntas fueron, mayormente, producto de la mente, iniciativa, entusiasmo y participación personal del Profesor Rafael Llull Pérez, con la colaboración de un grupo de distinguidos adjunteños que de igual manera amaban el deporte entrañablemente. Más aún, Rafael Llull Pérez fue parte esencial en el desarrollo de distinguidos atletas adjunteños, siendo instructor y consejero de estos atletas aún desde sus primeros pasos dentro del deporte.
Actualmente, como principal ente deportivo en Adjuntas, se encuentran los Gigantes de Adjuntas del Adjuntas Baseball Club; Los Gladiadores de Adjuntas de la Liga Puertorriquena de Baloncesto, Las Gladiadoras de la Liga Puertorriquena de Baloncesto y los Gigantes de Adjuntas en el Voleibol Superior. Las South Girls de Adjuntas (Mole). Entre los atletas destacados de Adjuntas se encuentran:
- Fernando Luis Báez
- Rafael Llul Pérez
- Tomas (Tato) Morales
- Eduardo Vera
- Jorge Altieri

## Cultura y Turismo

### Festivales
Adjuntas cuenta con varias celebraciones y eventos culturales y turísticos, entre ellos:
- Festival del Acabe del Café (enero)
- Festival del Frío (febrero)
- Romance Nocturno (Febrero)
- Festival Cultural Norma Vázquez de Zayas (abril)
- Celebración Día de Pascua Florida (Abril)
- Fiestas Patronales (julio)
- Celebración de Oración y Adoración por Entidades de Bases de Fe (Agosto)
- Día de la Puertorriqueñidad (noviembre)
- Encendido Navideño (Noviembre)

### Lugares Turísticos, Culturales e Históricos
- Casa Cultura y Turismo
- Casa Pueblo
- Lago Garzas
- Lago Guayo
- Plaza Pública Aristedes Moll Boscana
- Bosque Guilarte
- Cerro Guilarte

## Gastronomía Local
Adjuntas es un pueblo variado en el aspecto gastronómico. Posee comercios y restaurantes que se dedican a la producción de productos únicos en Puerto Rico. Históricamente era un productor importante de productos derivados de la cidra. Sin embargo, cuenta con gran cantidad de restaurantes, pizzerías, panaderías, foodtrucks entre otros que proveen a los visitantes una oferta variada. Entre los productos adjunteños más conocidos, están el famoso pan de teta, pan de piquito y el pan de hogaza. Una de las pizzerías locales cuenta con la pizza más grande de Puerto Rico. Asimismo, paletas de helados artesanales, dulces típicos y el café producido localmente.

## Política

### Alcaldes
- 1941-1953 Joaquín Martínez de Andino
- 1944-1952 José B. Barcelo Oliver, PPD
- 1953-1956 Gustavo E. Acevedo Chardon PPD,
- 1956-1957 Francisco Rodríguez PPD
- 1957-1968	José B. Barcelo Oliver PPD
- 1968-1972	Rigoberto (Pucho) Ramos Aquino PNP
- 1972-1976	Ismael Ríos Torres PPD
- 1976-1980	Rigoberto (Pucho) Ramos Aquino PNP
- 1980-1988	Carlos (Lin) A. Torres Miró PPD
- 1988-1996	Rigoberto (Pucho) Ramos Aquino PNP
- 1996-2004	Roberto Vera Monroig PPD
- 2004-2020 Jaime H. Barlucea Maldonado PNP
- 2021-presente José Hiram Soto Rivera PPD.

### Poder Legislativo
El Poder Legislativo de Adjuntas se deposita en la Legislatura Municipal de Adjuntas y facultada por la Ley 107-2020, según enmendada, conocida como "Código Municipal de Puerto Rico". La Legislatura de Adjuntas es el cuerpo político del pueblo y a diferencia del Poder Ejecutivo, el 100% de los integrantes de la Legislatura son electos por el pueblo. 
Actualmente cuenta con 12 legisladores municipales en representación de tres partidos políticos. El Partido Popular Democrático (PPD) cuenta con 9 legisladores, el Partido Nuevo Progresista (PNP) cuenta con 2 legisladores y el Partido Independentista Puertorriqueño (PIP) cuenta con 1 legislador.
